# Holgsjön
Holgsjön är en sjö i Sollefteå kommun i Ångermanland och ingår i Ångermanälvens huvudavrinningsområde. Sjön har en area på 0,31 kvadratkilometer och ligger 242 meter över havet.

## Delavrinningsområde
Holgsjön ingår i det delavrinningsområde (706106-155377) som SMHI kallar för Utloppet av Holgsjön. Medelhöjden är 247 meter över havet och ytan är 1,71 kvadratkilometer. Det finns inga avrinningsområden uppströms utan avrinningsområdet är högsta punkten. Vattendraget som avvattnar avrinningsområdet har biflödesordning 4, vilket innebär att vattnet flödar genom totalt 4 vattendrag innan det når havet efter 123 kilometer. Avrinningsområdet består mestadels av skog (56 procent) och sankmarker (18 procent). Avrinningsområdet har 0,31 kvadratkilometer vattenytor vilket ger det en sjöprocent på 18 procent.